# Kagogo (vattendrag i Burundi, Kayanza)
Kagogo är ett vattendrag i Burundi.   Det ligger i provinsen Kayanza, i den nordvästra delen av landet, 50 kilometer norr om huvudstaden Bujumbura.
Omgivningarna runt Kagogo är en mosaik av jordbruksmark och naturlig växtlighet. Runt Kagogo är det tätbefolkat, med 735 invånare per kvadratkilometer.